# Rue de Talleyrand (Reims)
Pour les articles homonymes, voir Talleyrand (homonymie).
La rue de Talleyrand est une voie de la commune française de Reims, située dans le département de la Marne, en région Grand Est.

## Situation et accès
Débutant au croisement de la rue Chanzy et de la rue de Vesle ; elle aboutit rue Thiers.
La voie est à sens unique avec un couloir de bus à contre sens.

## Origine du nom
Elle porte ce nom en hommage à l'archevêque de Reims Alexandre-Angélique de Talleyrand-Périgord (1736-1821) qui agrandit la rue, créait la Caisse de prêts gratuits et la Caisse des incendiés.

## Historique

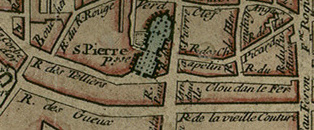
Sur le plan Coutant 1775,
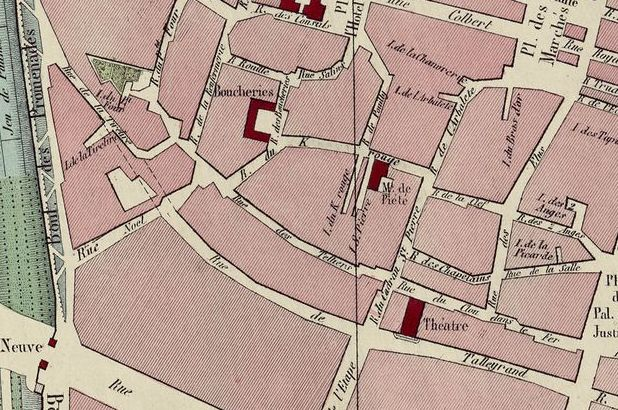
Héteau de 1844 avec son théâtre, bibliothèque Carnegie (Reims).
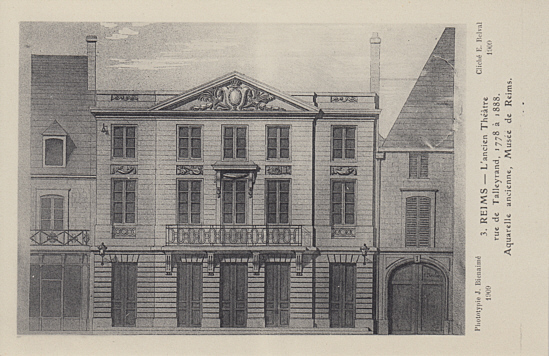
ancien théâtre disparu.

La rue actuelle a été formée, sous sa dénomination actuelle de la réunion en 1841
- de la « rue de la Comédie », qui a pris en 1816 le nom de « rue de Talleyrand », qui commençait rue de Vesle
- de la « rue de Gueux », qui débutait rue Noël et se terminait rue de l'Étape

## Bâtiments remarquables et lieux de mémoire
La rue de Talleyrand est un lieu important de reconstruction à Reims avec de nombreuses constructions relevant de l'Art Déco.
Ci-après une liste non limitative de ces immeubles : 
- Au n°2 : Le Familistère des Docks rémois de l'architecte Pol Gosset.
- Au n°8 : Immeuble remarquable repris comme éléments de patrimoine d’intérêt local local  [1].
- Au n°11 : La Maison Leboeuf du nom de son propriétaire lors de sa reconstruction est un immeuble remarquable, avec une intéressante frise de mosaïques réalisée par l’architecte Guidici, repris comme éléments de patrimoine d’intérêt local local  [2].
- Au n°21/23 : Immeuble remarquable repris comme éléments de patrimoine d’intérêt local local  [3]. Ancien Palais du vêtement avec un fronton en mosaïque "Gillet-Lafond".
- Au n°33 : Au Petit Paris.
- Au n°40 : c'est l'oeuvre des architectes Pierre Bouchette et Louis Bouchez de 1922 comme siège du journal L'Indépendant Rémois.
- Au n°41 : la piscine Talleyrand est édifiée par Lucien Pollet en 1931, dans le cœur de Reims, pour le compte de la société les Belles Piscines de France[4].
- Au n°41 : immeuble de l'architecte André Ragot .
- Au n°43 : Hôtel Georget de l'architecte Charles Payen.

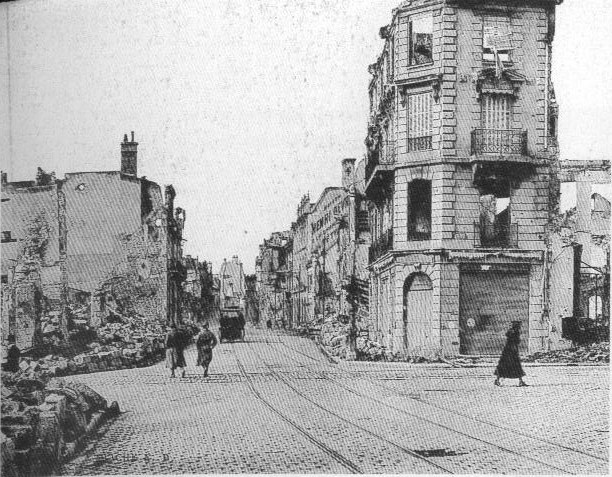
Destructions de la Première Guerre mondiale.
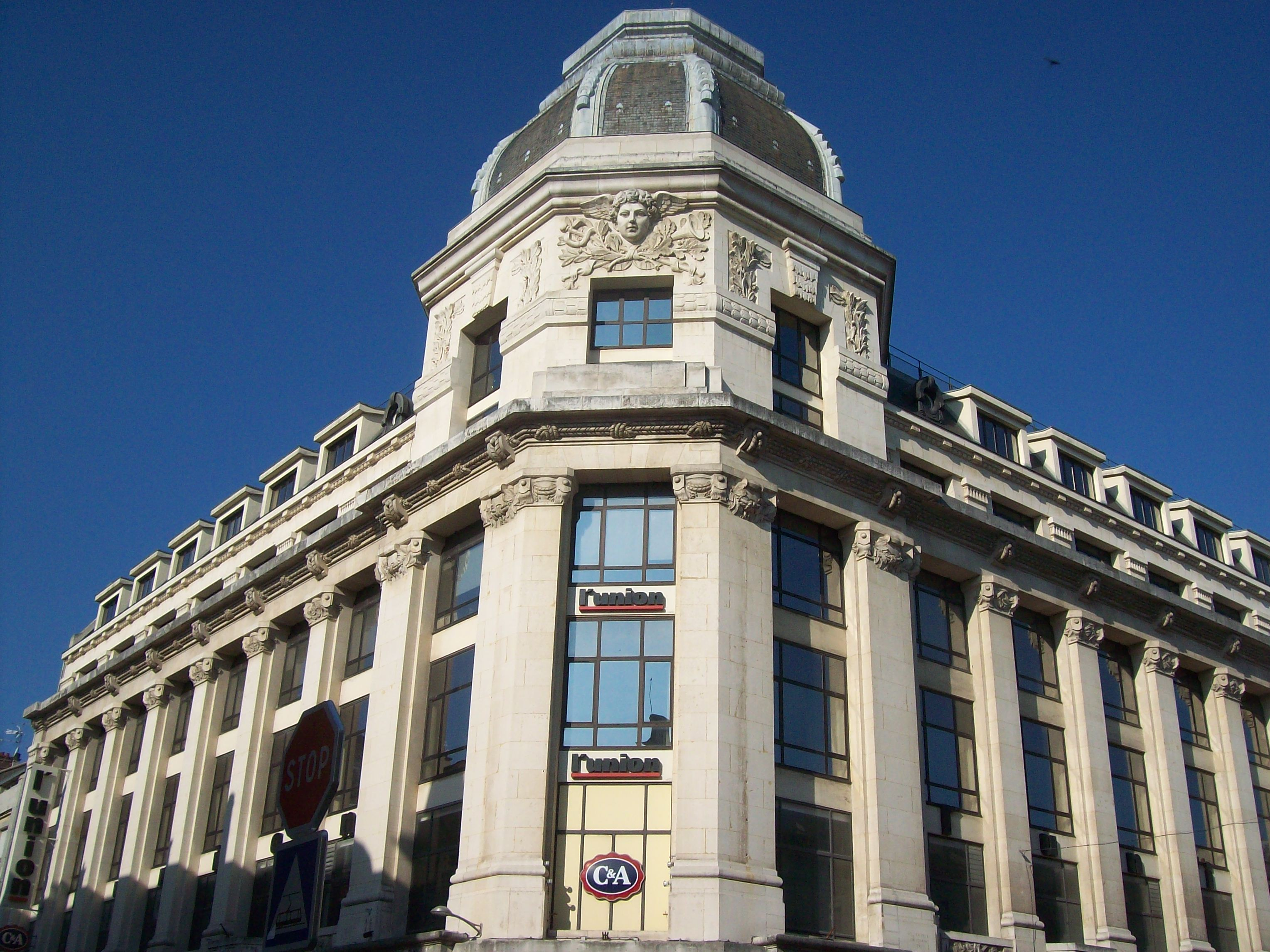
Les Docks rémois.
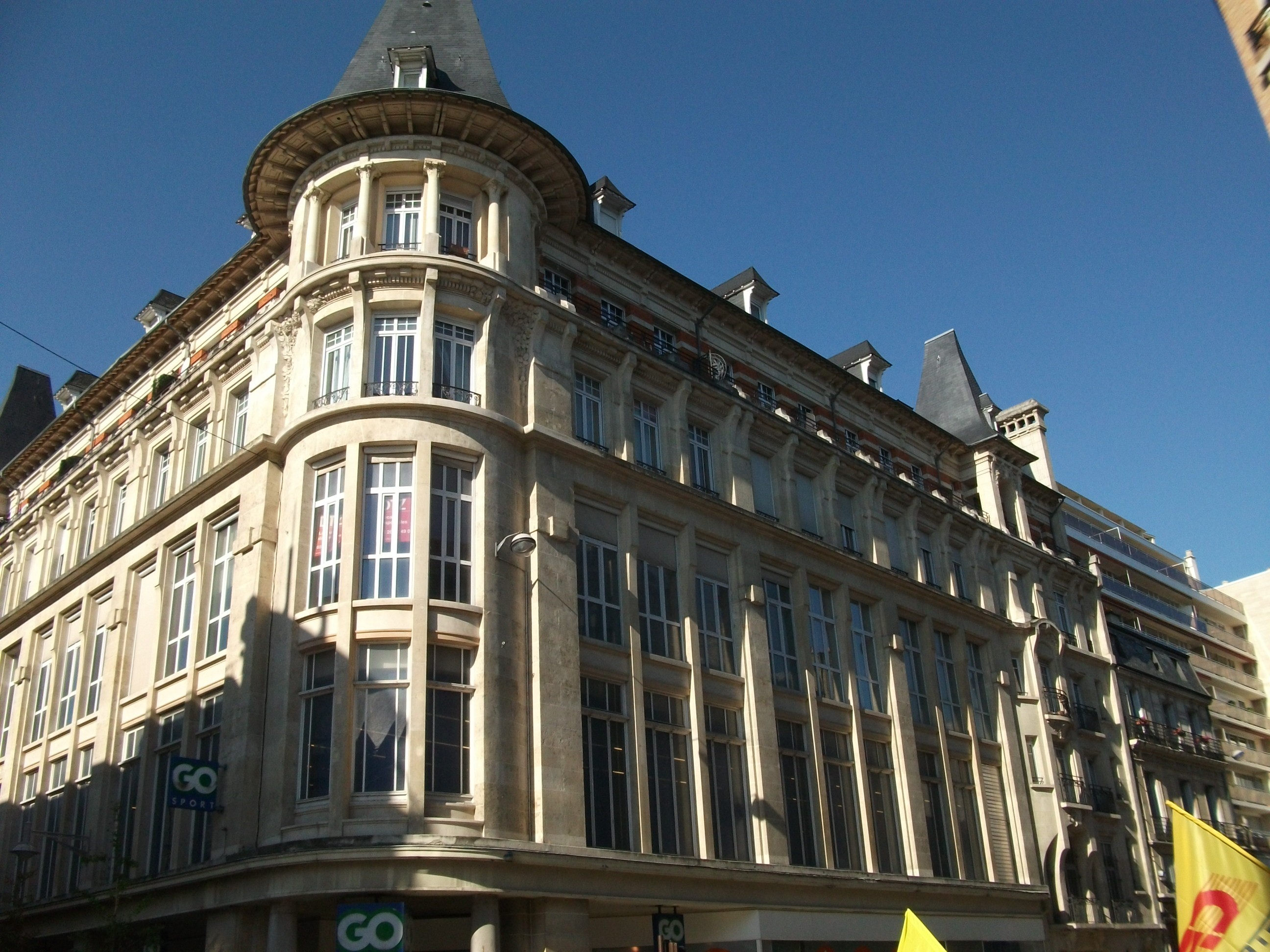
ancien magasin Au Petit Paris.
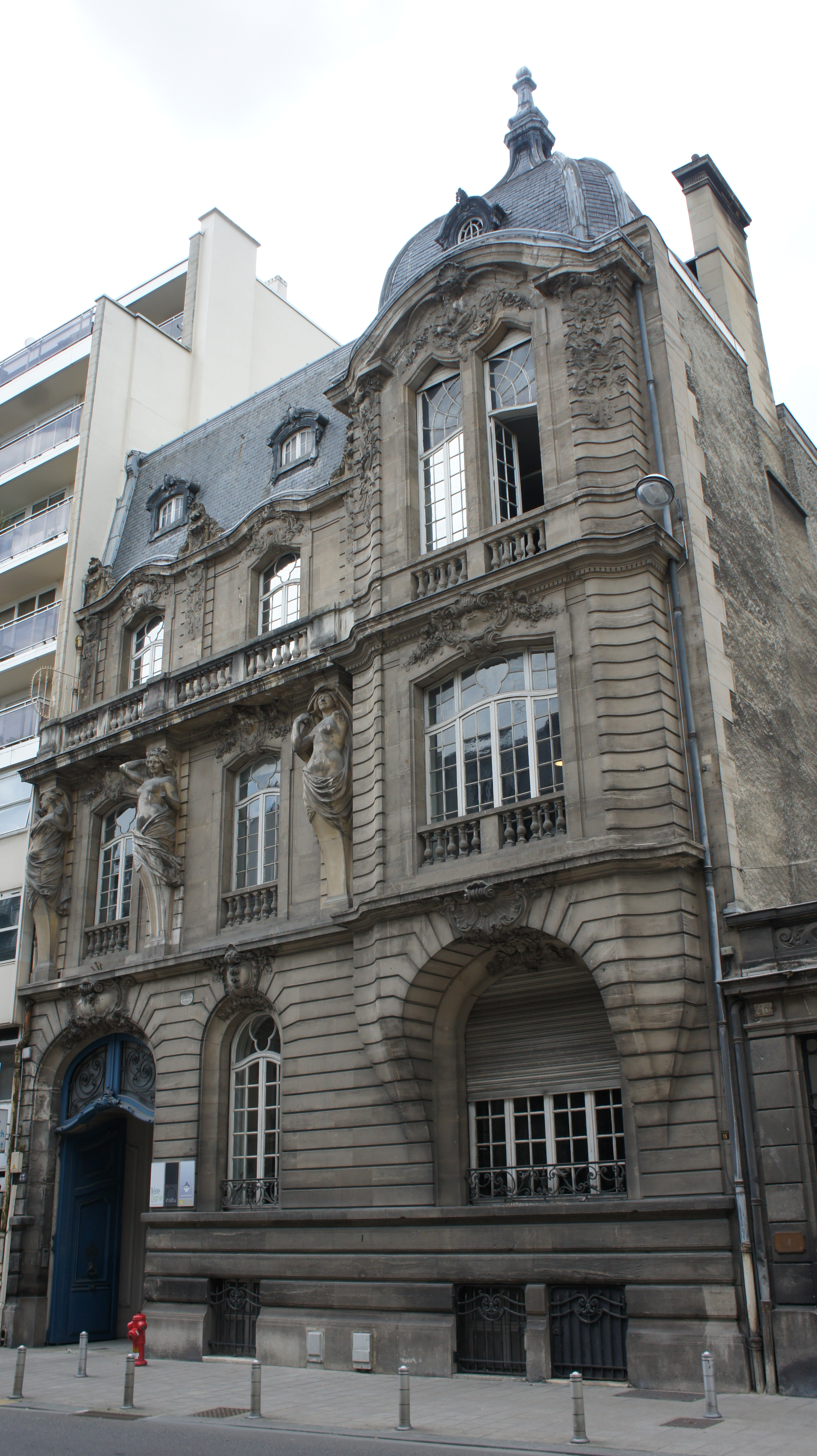
immeuble à cariatides de Léon Chavalliaud au 43.
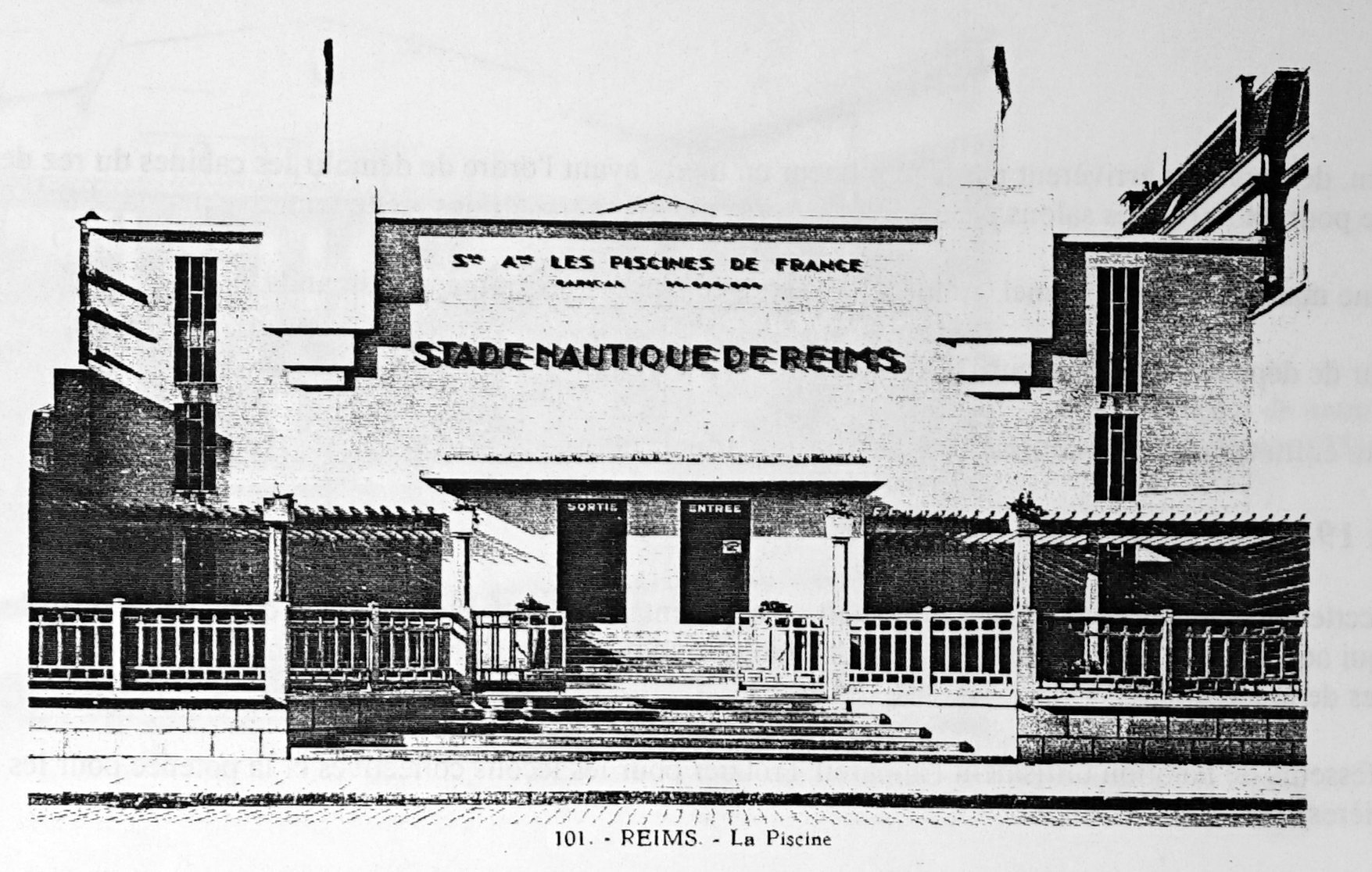
La piscine en 1931.
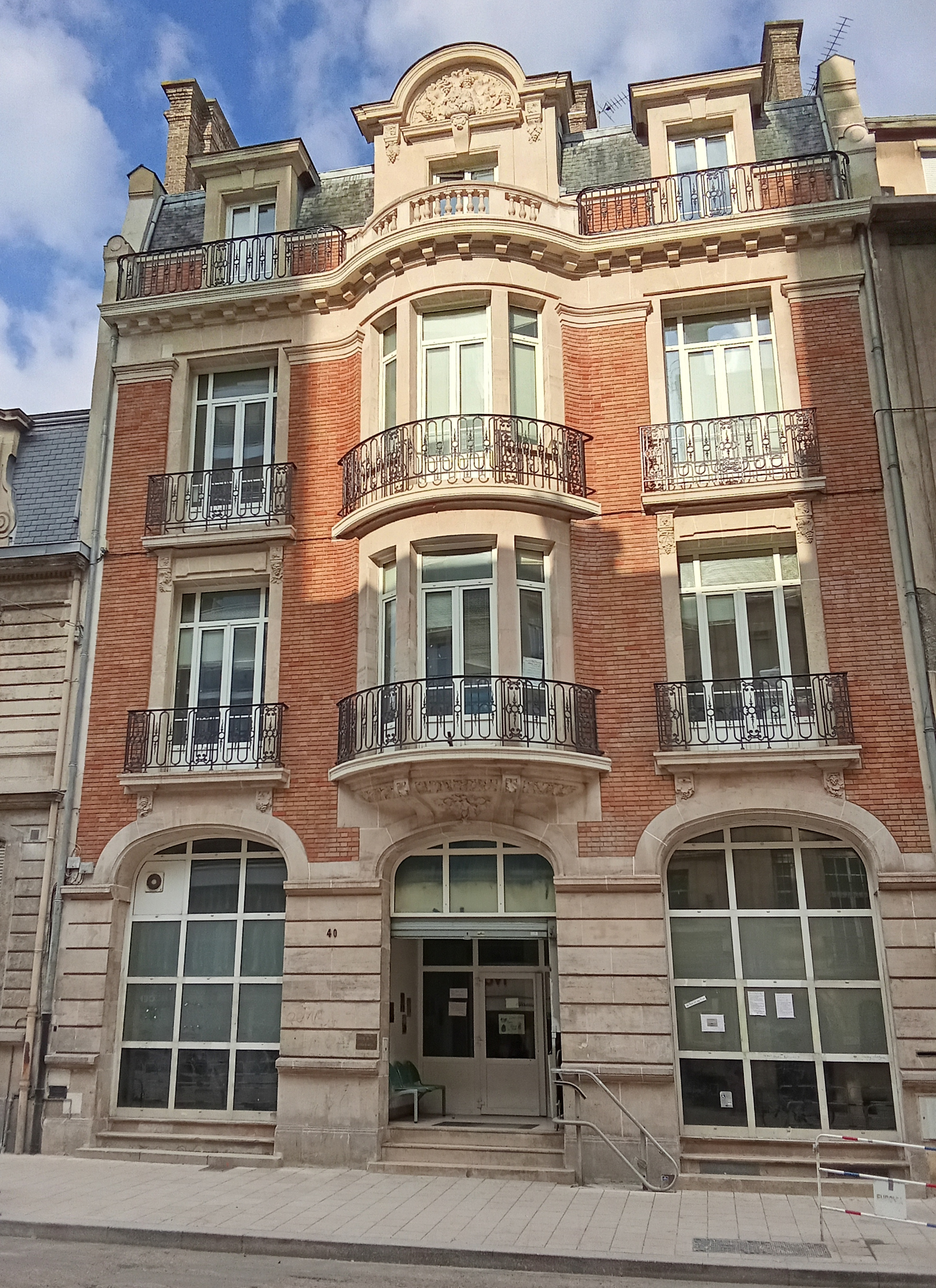
N°40, actuel centre Antonin Artaud.
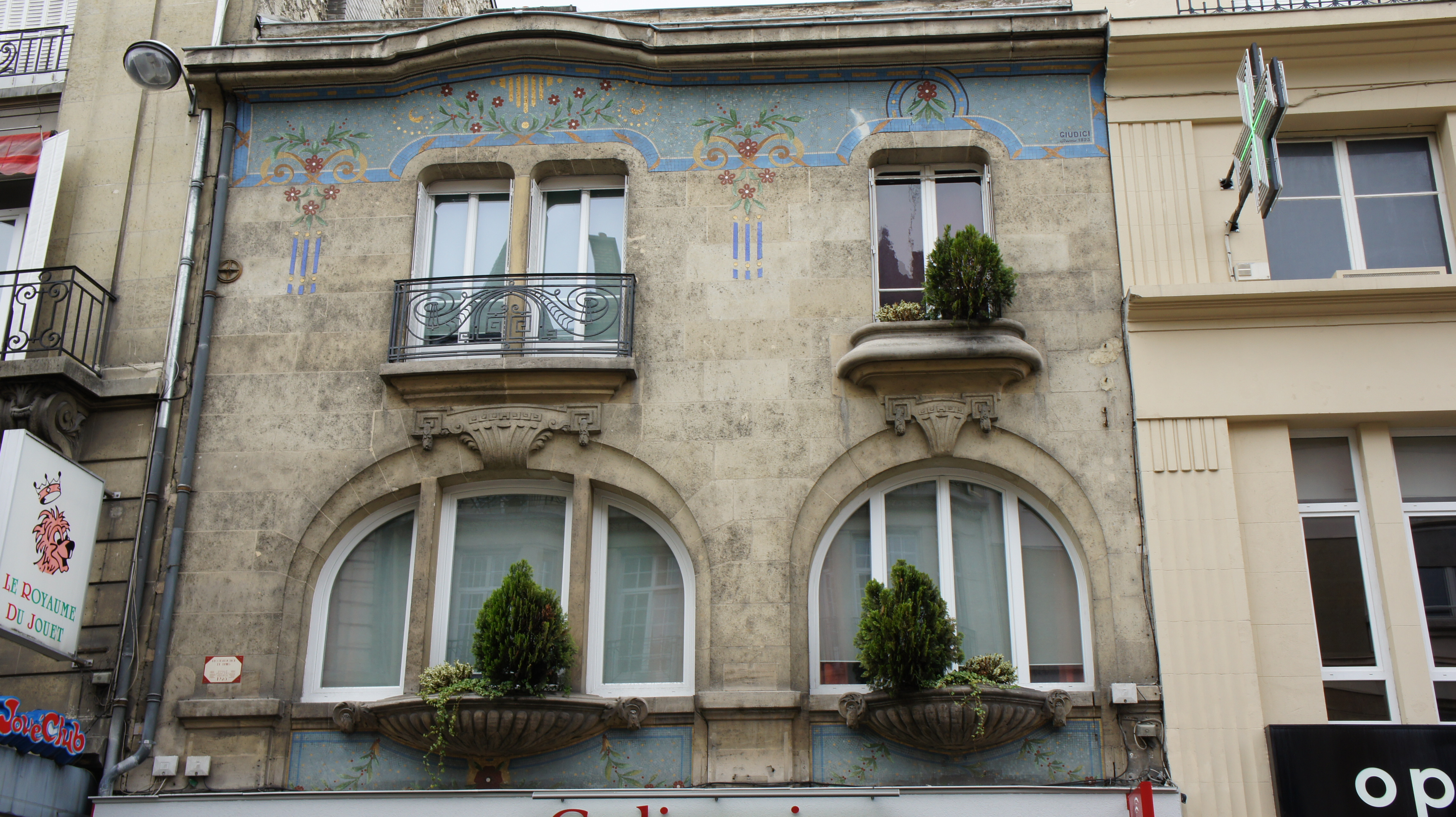
la Maison Leboeuf.
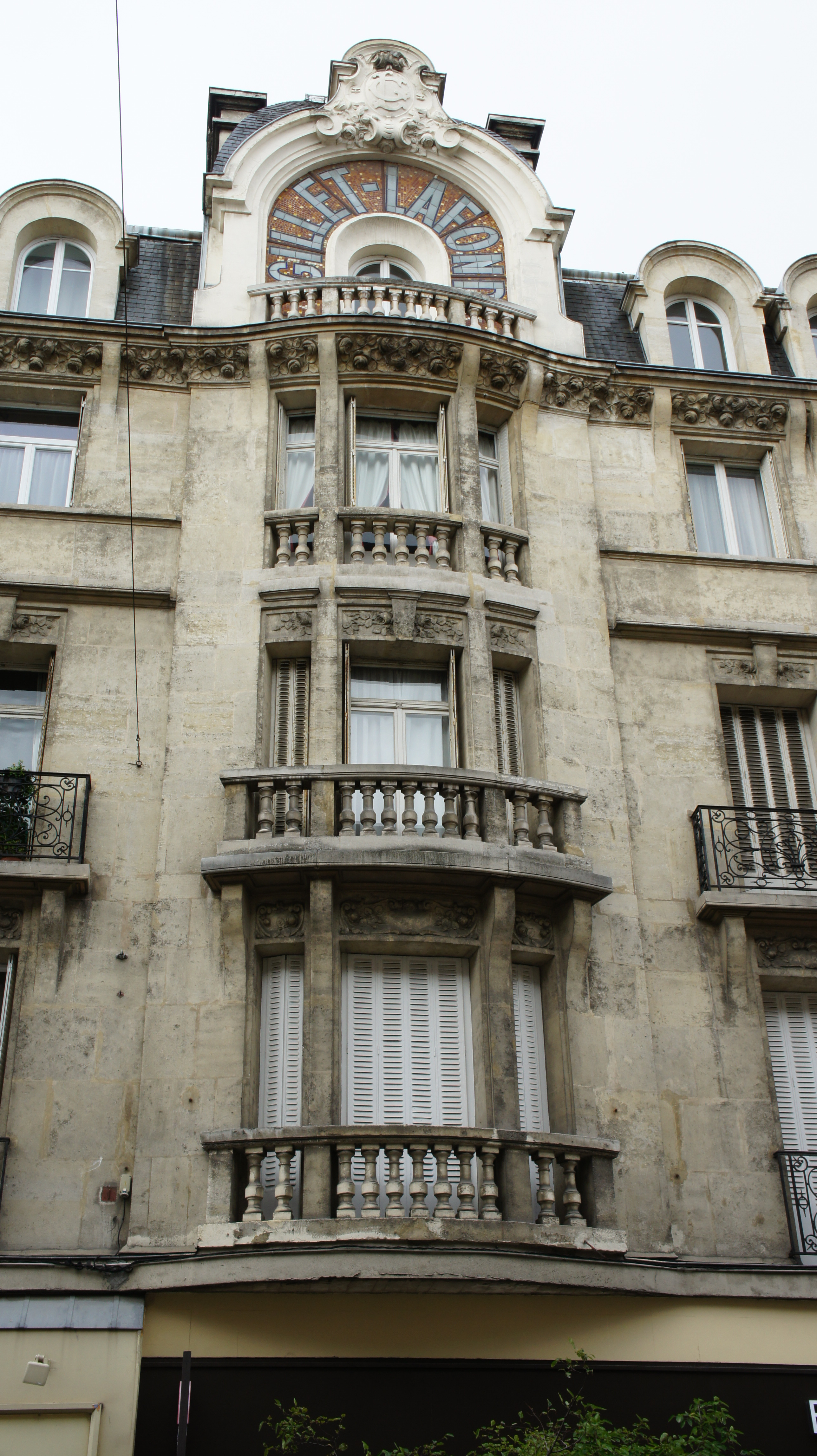
Palais du vêtement, fronton Gillet-Lafond.